# Valea Strâmbă, Harghita
Valea Strâmbă (magh. Tekerőpatak) este un sat în comuna Suseni din județul Harghita, Transilvania, România.

## Populație
Conform recensământului din 1992, localitatea are o populație de 1.457 locuitori. Din punct de vedere etnic, populația este alcătuită din 1.290 unguri (îndeosebi secui), 152 țigani (romi), 15 români și 152 "alții".

## Monumente istorice
- Biserica romano-catolică